# Jisra'el Eichler
Jisra'el Eichler (hebrejsky ישראל אייכלר) je izraelský politik poslanec Knesetu za stranu Sjednocený judaismus Tóry.

## Biografie
Narodil se 27. března 1955 v Jeruzalému. Vystudoval na náboženském institutu napojeném na belzské chasidy. Hovoří jidiš, arabsky a anglicky.

## Politická dráha
Od roku 1980 působil jako editor listu ha-Machane ha-Charedi. Kromě toho přispíval do dalších médií.
V izraelském parlamentu zasedl poprvé po volbách do Knesetu v roce 2003, v nichž nastupoval za stranu Sjednocený judaismus Tóry. Tato strana se během následující doby rozpadla na své původní součásti, přičemž Eichler patřil k skupině Agudat Jisra'el. Byl členem petičního výboru. Z parlamentu odešel uprostřed funkčního období v únoru 2005. Nahradil do Šmu'el Halpert.
Opětovně se do Knesetu dostal až ve volebním období po volbách do Knesetu v roce 2009, nyní opět za jednotnou střechovou kandidátní listinu Sjednocený judaismus Tóry. Tentokrát se do parlamentu dostal jako náhradník až v únoru 2011. Šlo o plánovanou rotaci uvnitř kandidátky Sjednocený judaismus Tóry. Zaujal místo Me'ira Poruše, jenž rezignoval. Ve volbách v roce 2013 svůj mandát obhájil. Mandát obhájil rovněž ve volbách v roce 2015.